# Pontal do Araguaia
Pontal do Araguaia est une municipalité brésilienne située dans l'État du Mato Grosso.